# 546756 Sunguoyou
546756 Sunguoyou è un asteroide della fascia principale. Scoperto nel 2010, presenta un'orbita caratterizzata da un semiasse maggiore pari a 2,5478284 au e da un'eccentricità di 0,1491880, inclinata di 9,93674° rispetto all'eclittica.
L'asteroide è dedicato all'astronomo cinese Sun Guoyou.